# Carmelo Pace
Carmelo Pace (La Valletta (Malta) 17 d'agost,1906 - Idem 20 de maig, 1993) va ser un compositor maltès i professor de teoria musical i harmonia. Pace era el gran de tres germans. Els seus pares eren Anthony Pace i Maria Carmela el nom de soltera de la qual era Ciappara.

## Educació
En la seva infància, la família de Pace vivia en un apartament a Strada Mercanti, la Ciutat, que compartien amb el seu oncle matern, Vincenzo Ciappara. Ciappara va ser un músic conegut i va ser el primer professor de Pace.
Pace va assistir al "St. Augustine College" de la ciutat, on es va fer molt actiu al cor d'estudiants. Durant les visites freqüents al lloc de treball del seu pare al cinema "Commerce de Strada Reale" a La Valletta, Pace va començar a apreciar l'estil improvisat d'acompanyament musical en directe que interpretava un quartet resident durant les projeccions de cinema mut. Aviat es va convertir en un músic habitual del cinema.
Després d'una introducció del seu oncle, Pace va aprendre el violí sota la tutela del professor Carlo Fiamingo, i va estudiar harmonia, contrapunt, orquestració i composició amb Thomas Mayne. L'any 1931 va rebre un Diploma d'Instrucció Musical per la Royal School of Music de Londres, i de seguida va començar a donar classes a diversos estudiants.

## Anys de guerra
La seva primera carrera va ser interrompuda per la Segona Guerra Mundial. Amb Malta sota un bombardeig gairebé constant per part de les potències de l'Eix, Pace va ser nomenat Supervisor del refugi amb responsabilitat de més de cinc-cents refugiats, i posteriorment se li va donar un lloc com a secretari a les oficines de la "Royal Air Force" a La Valletta. Tan bon punt va començar la guerra, Pace va reprendre l'ensenyament fora de l'horari, i fins i tot va fundar una petita orquestra per a l'entreteniment dels refugiats.
La família Pace va abandonar la seva casa a La Valletta després de ser destruïda per un bombardeig aeri, i va ser traslladada a la ciutat de Tas-Sliema, a la riba oposada del port de Marsamxett.

## Obres Musicals
Quan va complir els 20 anys, Pace ja havia compost peces musicals per a piano, violí i violoncel, seguides de moltes cantates, música orquestral i de cambra, himnes sagrats, dos ballets, marxes de banda, concerts i un oratori. La seva composició de 1931, Maltesina, una fantasia musical basada en gran manera en melodies tradicionals malteses i ghana, va ser premiada per la "Highland Fusiliers' Band" a Pjazza Palazz. Aquesta segueix sent una opció popular entre les bandes de música durant la temporada de festivals del poble a Malta.
Entre les seves obres més destacades hi ha quatre òperes, totes basades en la història, les llegendes i el folklore de Malta. Caterina Desguanez (1965), llibret d'Ivo Muscat Azzopardi, explica la història d'un esclau turc que s'enamora de la filla del seu amo. I Martiri (1967), llibret de Vincenzo Maria Pellegrini, narra la història de l'aixecament contra els ocupants francesos a la Malta napoleònica. Angelica (1973), també llibret de Vincenzo Maria Pellegrini, es basa en la llegenda maltesa de la Núvia de Mosta. Ipogeana (1976), llibret de Pellegrini, tracta sobre la Malta neolítica a l'època dels misteriosos constructors de temples.
El 1982 va compondre l'Stabat Mater per a soprano, tenor, baix, cor mixt i orquestra. Aquest va ser presentat per primera vegada per la Coral Santa Mònica, sota la direcció de Sor Beniamina Portelli.
Pace va obtenir reconeixement internacional quan el seu poema simfònic Jubilamus va ser interpretat per l'Orquestra Simfònica de Kyoto durant l'Expo '70 al Japó. Les seves obres també s'han representat als Estats Units, Rússia, Anglaterra, Gal·les, França, Itàlia, Alemanya, Noruega, Suècia, Polònia, Egipte, l'Índia i l'Argentina.
La música de Carmelo Pace és sovint melodiosa, però de vegades força característica de les tendències musicals de principis del segle xx. En els seus moments més lírics, la seva música mostra algunes referències al verisme així com a les harmonies ravelianes. El seu llenguatge més aventurer és més abstracte i àton sense ser necessàriament dodecafònic, encara que sovint tingui un caràcter íntim.

## Honors i premis
El 1955, 1956, 1957 i 1958, Pace va guanyar el primer premi al concurs internacional anual de composició musical de Rediffusion. Va guanyar un concurs de música de cambra organitzat per la "Performing Rights Society" a Londres el 1962 i de nou el 1972. L'any 1975 obté el primer i el segon lloc en un concurs de música de cambra organitzat pel "Teatre Manoel" de la ciutat. El 1964, esdevingué Cavaller de l'Ordre Sobirà, Militar i Hospitalària de Sant Joan de Jerusalem (Ordre de Malta), i el 1992, el president Vincent Tabone el va nomenar Oficial de l'Ordre Nacional del Mèrit.

## Arxius
Després de la mort de Pace, el 20 de maig de 1993, els seus manuscrits i altres obres van ser traslladats al Museu de la Catedral de Mdina, encara que les partitures musicals de les seves obres encara es conserven al "Museu del Teatre Manoel" de la Ciutat.